# Skottlands riksregalier

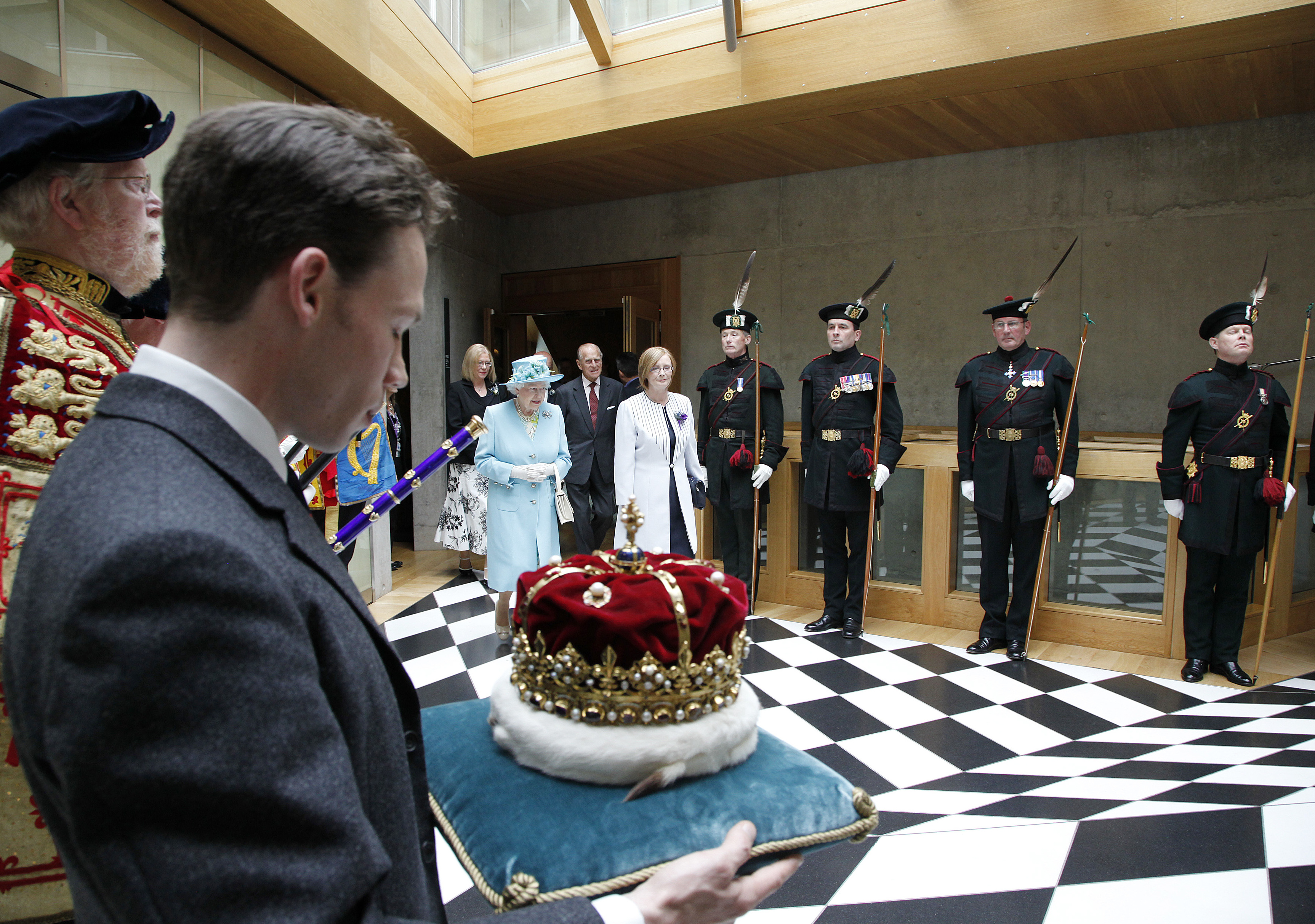
Den skotska kungakronan vid 2011 års öppnande av det skotska parlamentet.

Skottlands riksregalier (The ancient Honours of Scotland) består av kronan, spiran och statssvärdet
Regalierna visas sedan den 4 februari 1818 i Edinburgh Castle.